# Stonebrae Classic
De Stonebrae Classic was een golftoernooi in de Verenigde Staten en het maakt deel uit van de Web.com Tour. Het toernooi werd opgericht in 2009 en werd sindsdien telkens gespeeld op de TPC Stonebrae in Hayward, Californië. Het laatste toernooi was in 2019.
Hert was een strokeplay-toernooi dat gespeeld werd over vier dagen en na de tweede dag werd de cut toegepast.

## Geschiedenis
In 2009 werd de Stonebrae Classic voor het eerst gespeeld en gewonnen door de Australiër Michael Sim. De toernooinaam veranderde een paar keer totdat het in 2014 weer zijn oorspronkelijke naam kreeg. 
Ambassadeur van het toernooi is Steve Elkington.

## Winnaars
| Jaar                                   | Winnaar           | Score             | Score             | Info                                      |
| Stonebrae Classic                      | Stonebrae Classic | Stonebrae Classic | Stonebrae Classic | Stonebrae Classic                         |
| -------------------------------------- | ----------------- | ----------------- | ----------------- | ----------------------------------------- |
| 2009                                   | Michael Sim       | 266               | –18               |                                           |
| Fresh Express Classic at TPC Stonebrae |                   |                   |                   |                                           |
| 2010                                   | Kevin Chappell    | 264               | –20               |                                           |
| 2011                                   | Daniel Chopra     | 198               | –12               | Vanwege de mist, afgewerkt in drie ronden |
| TPC Stonebrae Championship             |                   |                   |                   |                                           |
| 2012                                   | Alex Aragon       | 270               | –12               |                                           |
| 2013                                   | Geen toernooi     | Geen toernooi     | Geen toernooi     | Geen toernooi                             |
| Stonebrae Classic                      |                   |                   |                   |                                           |
| 2014                                   | Tony Finau        | 258               | –22               |                                           |
| 2015                                   | Si-woo Kim po     | 269               | -12               | volledige uitslag                         |

| Toernooirecord |  | po = winnaar na play-off |